# Měrovice nad Hanou
Měrovice nad Hanou (v letech 1850–1923 a od 1. ledna 1976 do 31. prosince 1991 Měrovice, německy Mirowitz a. d. Hanna) jsou obec v okrese Přerov v Olomouckém kraji. Žije zde 691 obyvatel a jejich katastrální území má rozlohu 7,9 km². Obec leží mezi Němčicemi a Kojetínem, na levém břehu řeky Hané a patří do rozvojového mikroregionu Střední Haná.

## Název
Název Měrovic byl původně Mírovice, v roce 1466 se píšou v zemských deskách Mirowicze. Jméno je zřejmě odvozeno od osobního jména Mír. Teprve od roku 1567 je známá dnešní podoba - Měrovice.

## Historie
První písemná zmínka o obci pochází z roku 1406. K roku 1466 je v zemských deskách zaznamenána podoba názvu Mirowicz.

## Přírodní poměry
Obec obklopuje prostor výrazně zemědělského charakteru. Půda v okolí obce je úrodná černozem. Na tomto území se nenachází žádné významné lesní porosty, pouze malé lesní plochy a malý rybník mezi poli.

## Obyvatelstvo
| Rok            | 1869 | 1880 | 1890 | 1900 | 1910 | 1921 | 1930 | 1950 | 1961 | 1970 | 1980 | 1991 | 2001 | 2011 | 2021 |
| -------------- | ---- | ---- | ---- | ---- | ---- | ---- | ---- | ---- | ---- | ---- | ---- | ---- | ---- | ---- | ---- |
| Počet obyvatel | 559  | 645  | 648  | 633  | 720  | 767  | 757  | 709  | 744  | 729  | 648  | 661  | 694  | 694  | 657  |
| Počet domů     | 92   | 113  | 117  | 124  | 144  | 154  | 178  | 193  | 197  | 199  | 192  | 215  | 216  | 219  | 228  |

## Obecní správa
Mezi lety 1869–1975 Měrovice nad Hanou byly obcí v okrese Kroměříž (1869), a později v okrese Přerov (1880–1930), poté v okrese Kojetín (1950) a později opět v okrese Přerov. Od 1. ledna 1976 do 23. listopadu 1990 patřily jako část města ke Kojetínu a od 24. listopadu 1990 jsou opět samostatnou obcí.

### Obecní symboly
Znak a vlajka byly obci uděleny rozhodnutím předsedy Poslanecké sněmovny Parlamentu České republiky dne 13. listopadu 2002.

## Pamětihodnosti
- Kostel svatého Bartoloměje
- Socha svaté Anny u kostela
- Boží muka[12]

## Rodáci
- Martin Ferdinand Chvátal (1736–1809), světově známý malíř, kreslíř a grafik
- František Kutal (1882–1967), římskokatolický kněz, vysvěcen 1906, do roku 1915 činný v duchovní správě, v letech 1923–1934 rektor Arcibiskupského kněžského semináře v Olomouci[13]
- Bartoloměj Kutal (1883–1961), římskokatolický kněz, vysvěcen 1907, ThDr., profesor olomoucké teologie, biblista, v školství roku 1935/36 jejím děkanem, po uzavření vysokých škol v roce 1939 do konce války administrátorem, v letech 1945–1950 proděkanem.

## Galerie

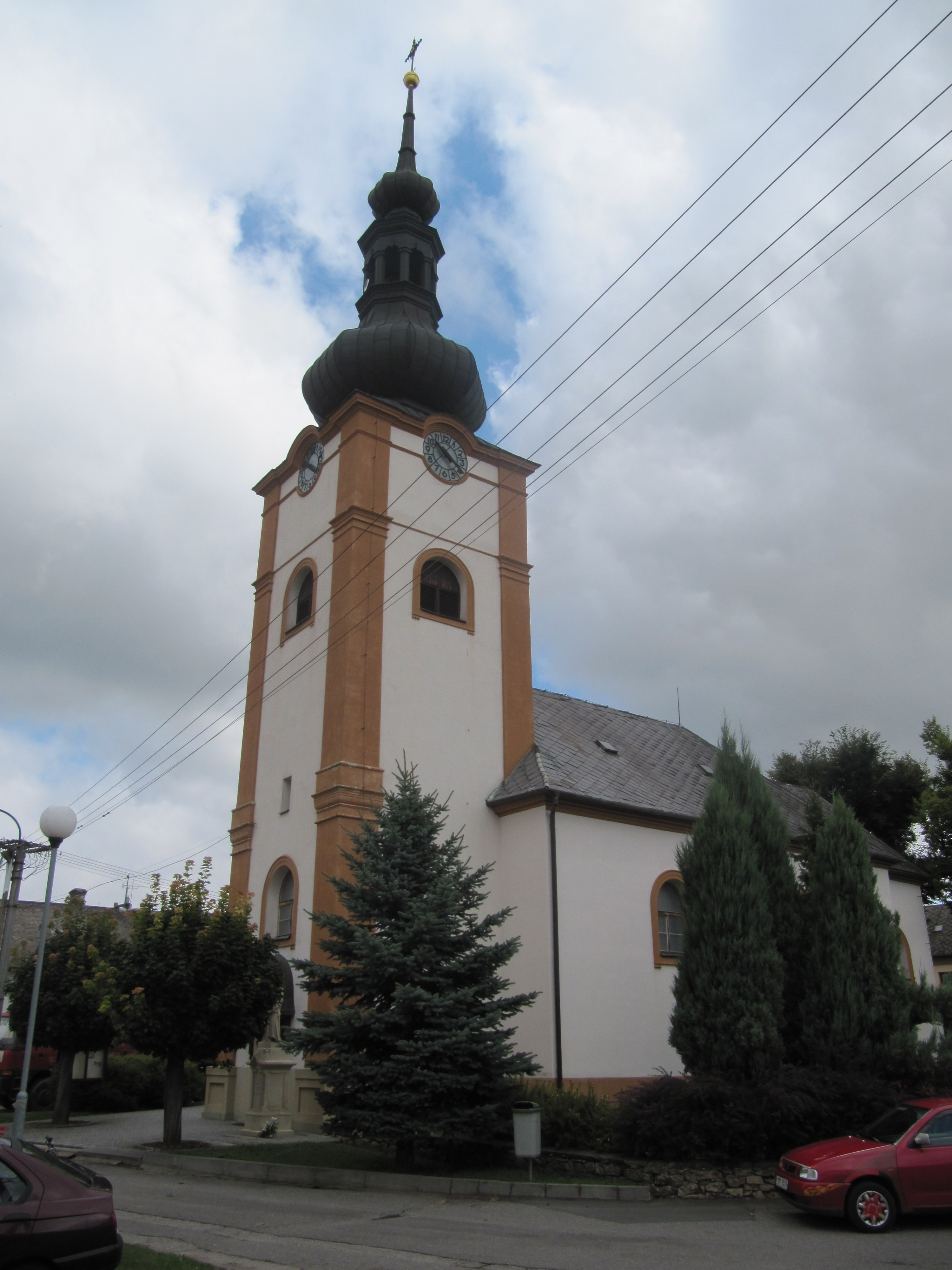
Kostel svatého Bartoloměje
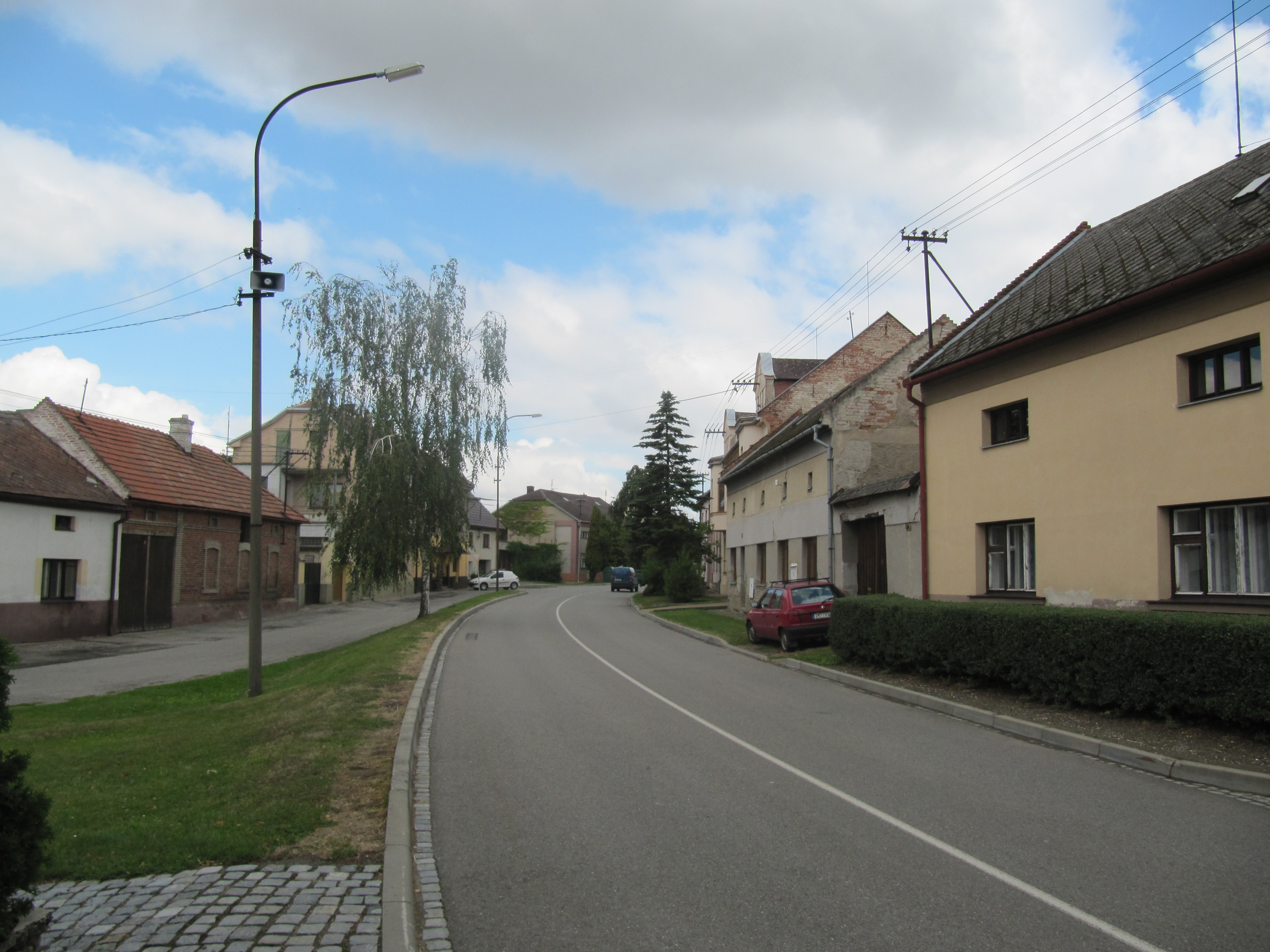
Ulice
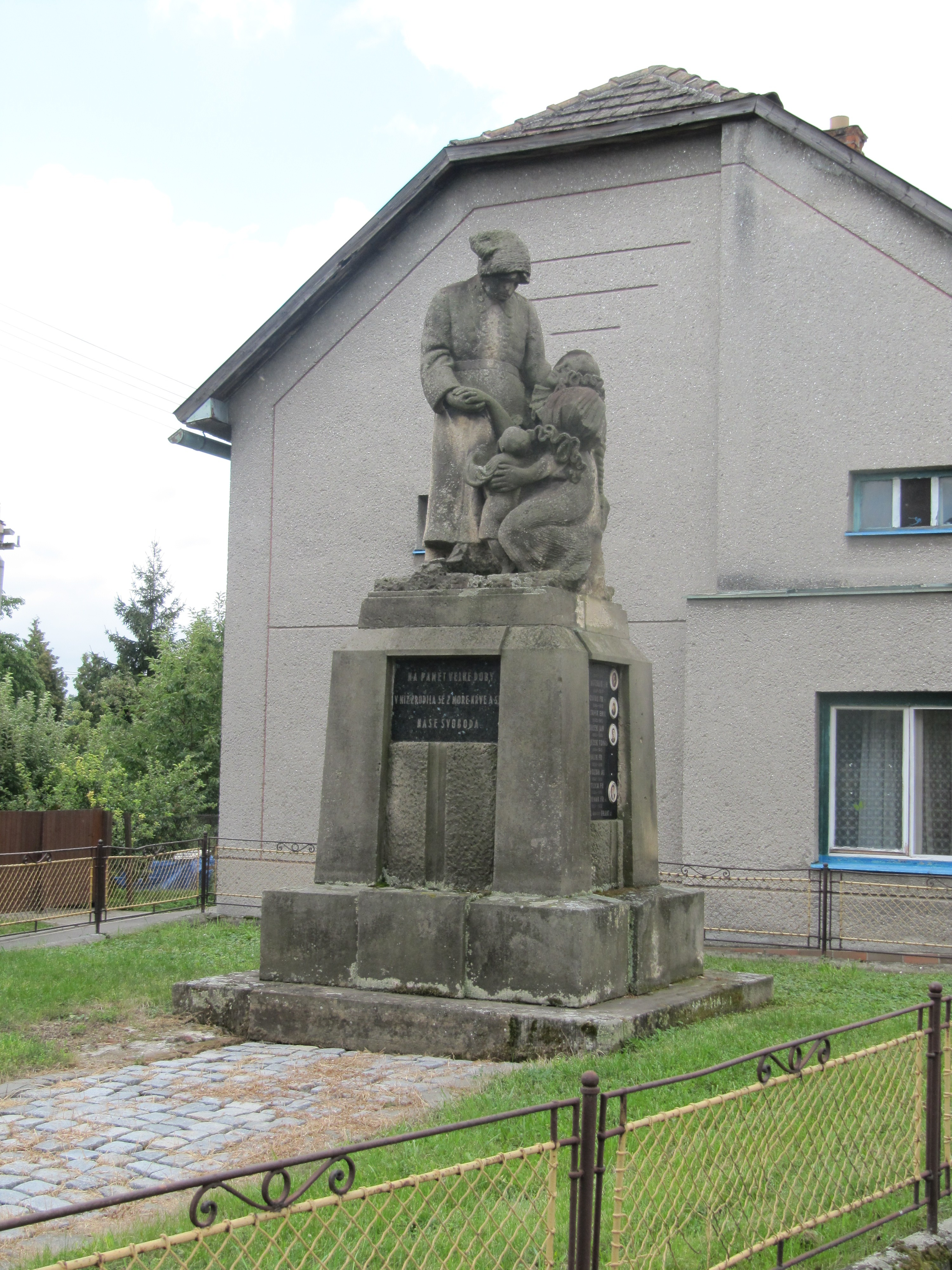
Pomník obětem první světové války
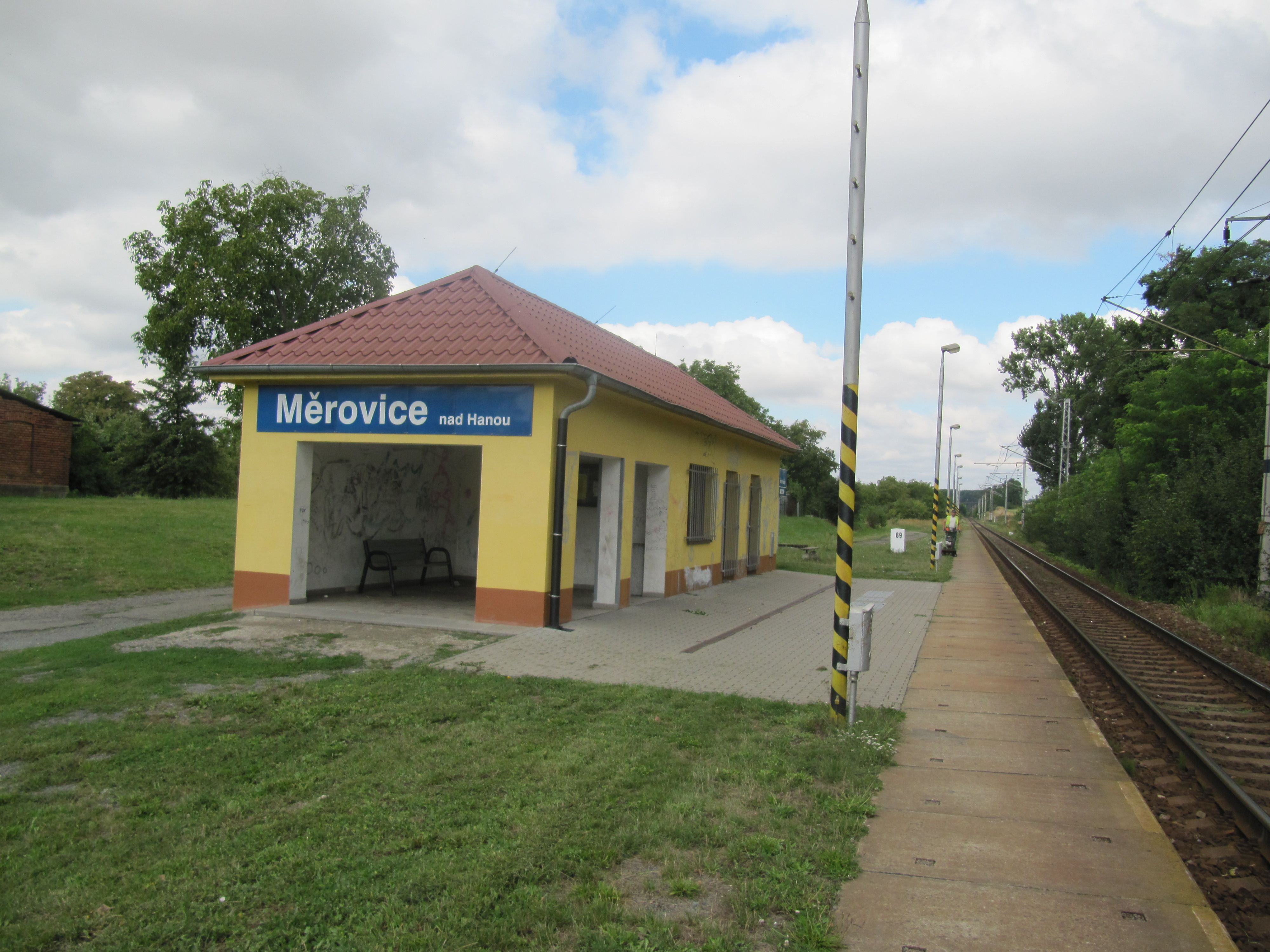
Železniční zastávka